# Brandy Crusta
A Brandy Crusta é um coquetel cuja receita oficial, segundo a International Bartenders Association, é composta por conhaque, marasquino, curaçau, suco de limão siciliano, xarope de açucar, e bitters de Angostura.
O coquetel, nomeado por a crosta de açucar na borda do copo, foi inventado por Joseph Santini.
Jerry Thomas foi o primeiro a publicar a receita num manual de coqueteis de 1862.

## Receita
Segundo a IBA, é composto de
- 52.5 ml conhaque
- 7.5 ml marasquino
- 1 colher de bar de curaçau
- 15 ml suco de limão siciliano fresco
- 1 colher de bar de xarope de açucar
- 2 dashes de bitters

Para preparar o coquetel, deve-se misturar os ingredientes com gelo e coar em uma taça cocktail com uma crosta de açucar na borda.